# William Beausire
William Robert Beausire né en 1948 (également connu Guillermo Roberto Beausire Alonso) est un courtier britannique qui avait la double nationalité britannique et chilienne. Il est enlevé lors d'un transit dans l'aéroport international d'Ezeiza de Buenos Aires en novembre 1974, puis emmené dans un centre de torture au Chili et disparu depuis. Il figure sur la liste des personnes réputées disparues durant la dictature militaire d'Augusto Pinochet.

## Biographie
William Beausire était un homme d'affaires britannique qui avait un père britannique et une mère chilienne, et avait la double nationalité. Lui et ses sœurs ont grandi au Chili. Il a été enlevé à l' aéroport de Buenos Aires Ezeiza par des agents en civil des forces de sécurité argentines le 2 novembre 1974 , alors qu'il se rendait en France. De là, il a été emmené au Chili dans les bureaux de la DINA, la police secrète chilienne, dans le centre de détention "Casa de José Domingo Cañas", Santiago, où sa mère et sa sœur Diana étaient interrogées, puis au centre de torture de Villa Grimaldi.
On pense que Beausire était une cible pour la DINA parce que sa sœur Mary-Anne s'est opposée au régime et vivait avec Andrés Pascal Allende, un révolutionnaire marxiste chilien, neveu du président chilien de l'Unité populaire Salvador Allende, cofondateur et dirigeant du Movimento de Izquierda Revolucionario (MIR) (Mouvement de la gauche révolutionnaire) avec Miguel Enríquez Espinosa. Beausire a été ciblé pour tenter de savoir où se trouvaient Mary-Anne et Andres Pascal.
Des témoins affirment que Beausire a été torturé et qu'il a reçu des décharges électriques, alors qu'il était suspendu. Le 17 mai 1975, il a été emmené dans un autre centre DINA de la rue Irán, à Santiago. Les derniers témoins qui ont vu  William Beausire  ont rapporté avoir vu des agents de la DINA l'emmener dans un immeuble de la rue Iran, à Santiago à la date du 2 juillet 1975. Sa mère, Ines Beausire, et sa sœur Diana ont alors commencé des recherches pour le retrouver. Elles restèrent infructueuse, Beausire était âgé de 26 ans lorsqu'il fut arrêté. En juin 1976, le gouvernement britannique a renvoyé l'affaire aux Nations unies.
En 1981, son cas a été mis en évidence lorsqu'il a été présenté dans la série BBC TV "Prisoners of Conscience", avec Beausire joué par Richard Griffiths.